# Kosovečko
Kosovečko – wieś w Chorwacji, w żupanii krapińsko-zagorskiej, w gminie Konjščina. W 2011 roku liczyła 101 mieszkańców.